# Krzysztof Cybulski (grafik)
Krzysztof Cybulski (ur. 16 maja 1964, zm. 26 czerwca 2012) – polski grafik, ilustrator, pedagog gdańskiej ASP.

## Życiorys

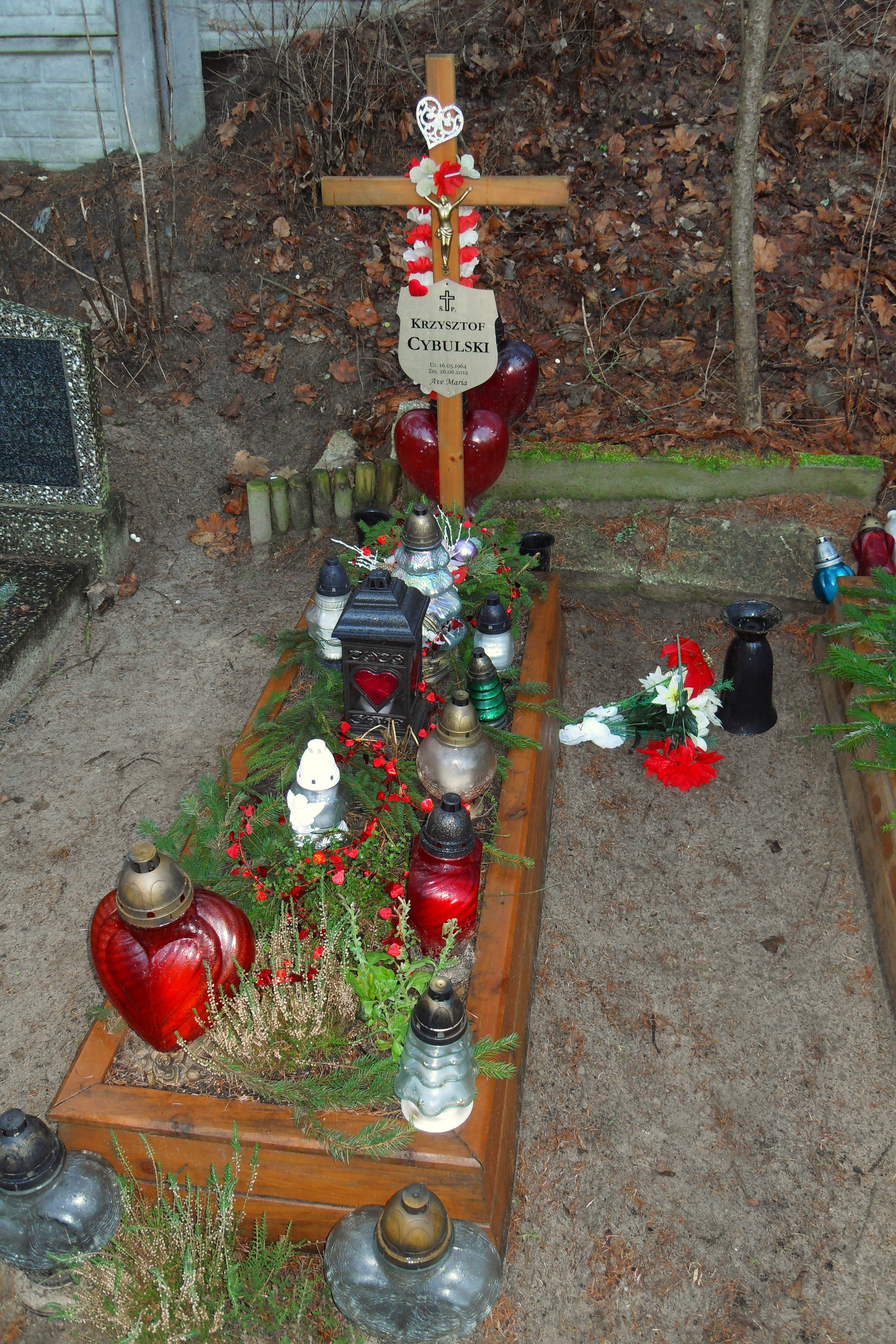
Grób na gdańskim Cmentarzu Srebrzysko

Ukończył studia na Wydziale Malarstwa i Grafiki Akademii Sztuk Pięknych w Gdańsku; w pracowni grafiki użytkowej prof. Zdzisława Walickiego i pracowni grafiki warsztatowej prof. Czesława Tumielewicza. Pracował w Katerze Grafiki Warsztatowej gdańskiej ASP. Zajmował się grafiką warsztatową, ilustracją oraz projektowaniem graficznym. Artysta został pochowany na Cmentarzu Srebrzysko w Gdańsku (rejon IX, taras IV, rząd 1, grób 67).

### Wystawy
Wystawy indywidualne:
- 1996 – Galeria Grafiki, Gdynia
- 1997 – Galeria „U Literatów”, Gdańsk
- 1998 – Galeria „Promocyjna” Muzeum Narodowego w Gdańsku
- 1998 – Galeria „W Dworku”, Dworek Sierakowskich, Sopot
- 1999 – Galeria Punkt, Gdańskie Towarzystwo Przyjaciół Sztuki, Gdańsk
- 1999 – Galeria „JaPtak”, Wrocław
- 2000 – Galeria BWA, Legnica
- 2000 – Galeria „Na Prowincji”, Lublin
- 2000 – Galeria BWA, Zamek Książ, Wałbrzych
- 2000 – Galeria BWA, Olsztyn
- 2001 – Galeria „Na Piętrze”, Koszalin
- 2001 – Galeria 78, Gdynia
- 2002 – Galeria BWA, Słupsk
- 2002 – Galeria „Wazownia”, Toruń
- 2002 – Galeria BWA, Włocławek
- 2003 – Galeria Sztuki Współczesnej, Zamek Książąt Pomorskich, Szczecin
- 2003 – Państwowa Galeria Sztuki, Sopot
- 2008 – Galeria BWA, Kielce
- 2012 – Wystawa pośmiertna „Krzysztof Cybulski In Memoriam”, Klub „Plama”, Gdańsk[5]
- 2013 – „Krzysztof Cybulski-po” Galeria ASP, Gdańsk

Wystawach zbiorowych w kraju (do 2002 roku):
- 1997 – Wiosna 97, BPH, Gdynia
- 1997 – Grafika Roku, GTPS, Gdańsk
- 1998 – Grafika Roku, GTPS, Gdańsk
- 1998 – Dziwne Ogrody, Zamek Książ BWA, Wałbrzych
- 1998 – II Międzynarodowe Biennale Małej Formy Graficznej, Racibórz
- 1998 – 5 M- Grafika Gdańska, Warszawa, Gdańsk
- 1998 – Ogólnopolski Konkurs na Grafikę, Zamek, Nidzica
- 1999 – Cztery i Cztery – malarstwo i grafika, Gdynia
- 1999 – Grafika, Rysunek-Konkurs o Nagrodę im. D. Chodowieckiego, Państwowa Galeria Sztuki, Sopot
- 1999 – Ogólnopolski Konkurs na Grafikę, Miejska Galeria Sztuki, Łódź
- 1999 – Grafika Roku, GTPS, Gdańsk
- 1999 – „Grafika;Krzysztof Cybulski. Rzeźba; Jan Szczypka, Wojciech Sęczawa, Zbigniew Wąsiel”, Galeria „Punkt”, Gdańsk[6]
- 1999 – VII Quadriennale Drzeworytu i Linorytu Polskiego, BWA, Olsztyn
- 1999 – 5x5, Lublin, Poznań, Warszawa
- 1999 – Kolorowa klatka – Z. Gorlak, K. Cybulski, Galeria „JaPtak”, Wrocław
- 1999 – Malarstwo, Grafika, Rzeźba, Galeria 78, Gdynia
- 1999 – Kalendarz 2000, Galeria „Triada”, Gdańsk
- 1999 – Malarstwo, Grafika, Rzeźba, Galeria „Portal”, Gdańsk
- 2000 – Kolorowa grafika, Z. Gorlak, K. Cybulski, Galeria BWA, Legnica
- 2000 – Bez tytułu-prof. K. Ostrowskiemu, Galeria 78, Gdynia
- 2000 – Artyści gdańscy, Galeria ZAR, Kraków
- 2000 – Grafika Roku, GTPS, Gdańsk
- 2000 – Grafika Polska, Łódź
- 2000 – 5x5- Młoda Grafika Polska, Poznań, Warszawa
- 2000 – Gdynia – Düsseldorf, Galeria 78 Gdynia
- 2000 – Supremarket Sztuki, Galeria DAP, Warszawa
- 2000 – Gdyński Przegląd Artystyczny, Galeria 78, Gdynia
- 2000 – Rysunek i Grafika w 13 odsłonach – współczesna grafika polska, Nowa Oficyna Galeria ASP, Gdańsk
- 2001 – Post Scriptum, Galeria 78, Gdynia
- 2001 – Współczesna Grafika Polska– kalendarz 2001, Galeria „JaPtak”, Wrocław
- 2001 – Współczesna Grafika Polska – kalendarz 2001, Galeria „Nowa”, Poznań
- 2001 – Trzy kolory: Niebieski, Biały, Czerwony, Państwowa Galeria Sztuki, Sopot
- 2001 – Trwanie-Artyści z Trójmiasta, Galeria EL, Elbląg
- 2001 – Grafika Roku, GTPS, Gdańsk
- 2001 – Gdyński Przegląd Artystyczny, Galeria 78, Gdynia
- 2001 – Artyści z Gdańska, Galeria BWA, Biała Podlaska
- 2001 – Tractus, Galeria 78, Gdynia
- 2001 – Współczesna Grafika Polska, Galeria „Nowa Oficyna”, Gdańsk
- 2002 – Dwanaście Kolorowych Miesięcy – Grafika Polska, Galeria „Na Piętrze”, Koszalin
- 2002 – Sztuka Gdańska, Galeria A, Starogard Gdański
- 2002 – Kalendarz 2002– Współczesna Grafika Polska, Galeria BWA, Przemyśl
- 2002 – Kalaendarz 2002 – Współczesna Grafika Polska, Galeria ASP, Wrocław
- 2002 – Krytycy, Galeria Alternatywa, Gdańsk
- 2002 – Współczesna Grafika Polska, Galeria „Polony”, Poznań
- 2002 – Współczesna Grafika Polska, Galeria „Na Piętrze”, Koszalin
- 2002 – Graficy, Galeria Alternatywa, Gdańsk
- 2002 – Czakram, Galeria Alternatywa, Gdańsk
- 2002 – VIII Quadriennale Drzeworytu i Linorytu Polskiego, BWA, Olsztyn

Wystawach zbiorowe za granicą (do 2002 roku):
- 1995/1997 – The 18 th/19 th International Independante Exhibition of Prints, Kanagawa (Japonia)
- 1997 – International Print Biennale, Varna (Bułgaria)
- 1998 – International Mini Print Triennial, Tokyo (Japonia)
- 1998 – International Miniature print Exhibiti, Barcelona (Hiszpania)
- 1998 – International Print Triennial, Yokohama (Japonia)
- 1998 – Sztuka Polska, Hamburg (Niemcy)
- 1999 – Mostro Rio Gravura, Muzeum Sztuki Współczesnej w Rio de Janeiro (Brazylia)
- 1999 – The 20 th International Independante Exhibition of Prints, Kanagawa (Japonia)
- 2000 – Sztuka Polska, Hamburg (Niemcy)
- 2000 – Nu en art, Centrum Polskie w Brukseli (Belgia)
- 2000 – VI Th International Biennial of Graphic of the Baltic Sea Countries, Królewiec (Rosja), Köningsberg (Niemcy)
- 2001 – Grafika Barwna, Baden (Austria)
- 2001 – Gdańsk – Düsseldorf, Galeri Am Eck w Düsseldorf (Niemcy)
- 2001 – International Print Triennial, Kanagawa (Japonia)
- 2001 – International Mini-Print Trennial, Tokyo (Japonia)
- 2002 – Six Artist from Gdansk, FASS Gallery, Stambuł (Turcja)
- 2002 – Sztuka Polska, Berlin (Niemcy)
- 2002 – International Print Exhibition, Silpakorn University Thailand